# Москвич-402
Москви́ч-402 — советский автомобиль I группы малого класса, выпускавшийся на Московском заводе малолитражных автомобилей (МЗМА) с 1956 по 1958 год, выпущено 87 658 экземпляров вместе с модификациями.
Москви́ч-407 — усовершенствованная версия с модернизированным верхнеклапанным двигателем и улучшенной отделкой, выпускавшаяся с января 1958 по 1963 год, выпущено 359 980 экземпляров.
Москви́ч-403 — «переходная» модель, сочетавшая кузов и двигатель «Москвича-407» с некоторыми узлами и агрегатами перспективного «Москвича-408» и выпускавшаяся с декабря 1962 по июль 1965 года, выпущено 105 726 экземпляров.

## История создания
Предшественник «Москвича-402», выпускавшийся с конца 1946 года «Москвич-400 / 401», представлял собой воссозданный на основе сохранившихся экземпляров и полученных СССР по репарациям остатков оборудования и производственной документации довоенный Opel Kadett K38, находившийся в серии с 1937 года. В Германии в то же самое время, с 1947 по 1953 год (с модернизацией в 1949-50), выпускалась модель того же семейства — Opel Olympia, с тем же кузовом, но с «аллигаторным» капотом и более мощным верхнеклапанным двигателем (1488 см³, 37 л. с.). Таким образом, первая модель «Москвича», даже с учётом проведённых советской стороной работ по модернизации на протяжении выпуска — увеличения мощности двигателя, установки коробки передач с подрулевым рычагом вместо напольного и других улучшений — по техническому уровню и характеристикам изначально уступала своей немецкой послевоенной «двоюродной сестре» «Олимпии», которая по тем временам передовой не считалась. Визуально автомобиль с консервативным довоенным кузовом с выступающими крыльями уже к концу сороковых годов выглядел устаревшим не только на фоне новых иностранных моделей, но и в сравнении с более передовой советской «Победой».
В 1950 году на заводе была начата работа над новым автомобилем с «понтонным» кузовом, который получил, в соответствии с принятой в те годы в СССР «фордовской» номенклатуре легковушек, обозначение «Москвич-402-425» — двигатель и шасси модели «402» в кузове модели «425». Впоследствии для базового седана «Москвич-402» обозначение кузова использовалось только в конструкторской документации, но его модификации — универсал М-423 и полноприводные варианты М-410 и М-411 — именовались именно по обозначениям своих кузовов.
Главным конструктором был Александр Федорович Андронов, который сумел организовать сравнительно небольшой коллектив завода для создания принципиально новой конструкции автомобиля по сравнению с находившимся в производстве «Москвичом-401» — от предыдущей модели сохранили двигатель, коробку передач и редуктор заднего моста. Ввиду отсутствия у коллектива завода опыта, были приглашены специалисты других автомобилестроительных предприятий СССР: с Горьковского завода — Б. Д. Кирсанов, Л. И. Белкин, Ю. М. Немцов, с ЗИСа — И. А. Гладилин, С. Д. Чуразов, А. М. Жерядин, К. И. Файбисович, кроме того, с Московского мотоциклетного завода на ЗМА перешёл конструктор двигателей И. И. Окунев. Участие специалистов с ГАЗа оказало сильное влияние на проектирующийся автомобиль, а учитывая тот факт, что в то же самое время на ГАЗ-е полным ходом шли разработка и подготовка производства новой модели среднего класса, «Волги» ГАЗ-21 — не выглядит удивительным что «Москвич» перенял от неё многие элементы своего дизайна. По сути эти автомобили выглядели как модели разного класса, разработанные одним и тем же предприятием. Эта визуальная схожесть как бы подчёркивала, что на советские дороги выходит новое поколение легковых автомобилей.
В 1951 году по разработанным чертежам на Горьковском автозаводе, имевшем собственные мощности для изготовления крупногабаритной оснастки для штамповки кузовного железа, были изготовлены пресс-формы. Из отштампованных на них пробных панелей были собраны семь опытных экземпляров модели «402-425», существенно различавшихся между собой оформлением кузовов — в частности, формой водосточного жёлоба и технологией изготовления крыши (некоторые имели участок «водостока» над лобовым стеклом, как у ГАЗ-21), оперением, облицовками радиатора (в частности, один из вариантов очень напоминал ту облицовку, с которой пошла в серийное производство «Волга» — «со звездой», с той разницей что у «Москвича» сама звезда отсутствовала, а «ус» над центральным брусом был один вместо двух у ГАЗ-21) и светотехникой. Их доводка и подготовка к производству продолжались в течение 1952—1954 годов.
Для ознакомления с образцами зарубежного автомобилестроения и совместных сравнительных испытаний по мере проектирования и доводки модели «402-425» ЗМА были приобретены серийные образцы иностранных автомобилей — итальянские Fiat 1100 (1953—1962) и Lancia Aurelia (1950—1958), французские Simca Aronde (1951—64) и Citroen 2CV (1948—1990), английские Hillman Minx (1948—1956), Ford Consul (1951—1956) и Jovett Javelin (1947—1953), немецкий Ford Taunus 12M (1952—1962) — часть из них запечатлена на совместной фотографии с серийными и опытными «Москвичами» во время одного из испытательных пробегов (иномарки на заднем плане, за серийным «Москвичом-400» № 8). Естественно, ни один из них не был использован в качестве прототипа, ни в «чистом виде», ни «по частям» — цель их закупки вообще была не в копировании конкретных технических или дизайнерских решений. Тем не менее, их изучение позволило разработчикам получить необходимое представление о современном уровне автомобилестроения и общих тенденциях развития автомобилей данного класса за рубежом — необходимая информация в свете практического отсутствия в самом СССР в те годы внутреннего рынка автомобилей, что не давало применить для планирования продукции обычный маркетинговый подход и требовало привлечения иностранных аналогов для выбора наиболее перспективных направлений дальнейшего развития на основе опыта стран, ушедших далеко вперёд по темпам автомобилизации.
Один из трёх опытных «Москвичей-402», прошедших государственные испытания в феврале 1955 года, экспонировался на ВДНХ. Первый серийный экземпляр был выпущен 20 апреля 1956 года.
Как это нередко бывало с принципиально новыми автомобилями в начале их конвейерного пути, освоение М-402 в производстве происходило не вполне гладко — по сравнению с хорошо отработанным заводом и отличавшимся к тому времени завидной надёжностью «Москвичом-401» первые серийные машины новой модели имели неудовлетворительное качество изготовления, пестрели производственными дефектами и просто недоработками. Так, на испытывавшийся в редакции журнала «За рулём» «Москвич», выпущенный 14 июня 1956 года, только за первые 10 дней эксплуатации заводу было предъявлено 27 рекламаций. Первые автомобили имели повышенный расход топлива, отличались низким качеством сварки, установки кузовных панелей и антикоррозийной обработки, очень плохим уплотнением дверных проёмов, через которые в салон на ходу проникали пыль и вода. Подводили МЗМА и предприятия-смежники, в частности — Ленинградский карбюраторный завод долго не мог добиться стабильного качества изготовления карбюраторов разработанной специально для нового автомобиля модели К-44. Неудачными оказались и изначально устанавливавшиеся для него 15-дюймовые шины модели М-45 (5.60-15) — полный износ их протектора на передних колёсах нередко наступал уже через 12-15 тыс. км пробега. Тем не менее, обнаруженные недочёты устранялись в рабочем порядке, качество сборки постепенно выправлялось.

## Особенности конструкции
По сравнению со своим предшественником новый «Москвич» получил более современный экстерьер и более совершенный по конструкции кузов. Кузов сваривался из нескольких технологических подсборок, что упрощало сборку автомобиля и кузовной ремонт в процессе эксплуатации. Оперение было выполнено съёмным, на разъёмных болтовых соединениях. Дизайн был достаточно незамысловатым и утилитарным, но на тот момент вполне современным. Внутреннее оформление кузова также было значительно улучшено. Как и на прошлой модели, переднее сиденье представляло собой цельный диван с раздельными спинками и «гаражной» регулировкой по расстоянию от педалей (за счёт перестановки сиденья на крепёжных шпильках), но теперь оно предусматривало возможность раскладывания в практически ровное спальное место для отдыха в дороге.
Автомобиль имел отдельный багажник, доступ к которому осуществлялся снаружи автомобиля, а не изнутри, как на М-400 / 401, причём крышка багажника имела дистанционный привод от рычажка в салоне, гнутые лобовое и заднее стёкла, достаточно высокий уровень внутренней отделки, был оборудован отопителем с противообледенителем лобового стекла (прошлая модель отопителя не имела), мигающими сигналами поворота с самовозвратом расположенного сверху на кожухе рулевой колонки переключателя (М-400 / 401 поворотников с завода не имели), радиоприёмником (нечасто встречался в базовой комплектации даже на иномарках этого класса; любопытно, что в те годы стоимость электронной аппаратуры была столь значительна, что в печати на полном серьёзе обсуждался вопрос о том, стоит ли комплектовать радиоприёмником все автомобили «Москвич», или ставить его лишь по индивидуальному заказу, поскольку радиоприёмник существенно удорожает машину и многие покупатели предпочли бы сэкономить эту сумму).
Новый «Москвич» вместо использовавшейся на предыдущей модели шкворневой независимой продольно-рычажной подвески типа «Дюбонне» получил независимую бесшкворневую переднюю подвеску с двойными поперечными рычагами, которая обеспечивала комфортабельность и плавность хода даже на плохих дорогах. Появились 15-дюймовые обода колёс вместо 16-дюймовых с шинами более высокого и широкого профиля, барабанные тормоза с плавающими колодками, 12-вольтовое электрооборудование вместо устаревшего и капризного 6-вольтового у М-400 / 401, впервые в стране — телескопические амортизаторы. Задний мост с коническими, а не гипоидными шестернями и трёхступенчатая коробка передач на этом этапе были унаследованы от предыдущей модели, но коробка получила удлинитель, позволивший укоротить карданный вал и снизить уровень вибраций.
Механический привод «дворников» осуществлялся от специального вала отбора мощности на картере двигателя, вращение на который передавалось через шестерню с распределительного вала. Вал отбора мощности соединялся с редуктором стеклоочистителя при помощи троса, похожего на трос спидометра. Скорость работы стеклоочистителя определялась оборотами двигателя.

## Модернизация
Наиболее существенным компромиссом, имевшим место в ходе освоения новой модели «Москвича», было сохранение устаревшего нижнеклапанного двигателя, практически не претерпевшего принципиальных изменений по сравнению с М-400/401. На момент начала проектирования автомобиля — 1950—1951 год, когда в Советском Союзе ещё не имелось в широком доступе бензинов с октановым числом выше 70 единиц (бензин А-74 предназначался для автомобилей ЗИС и в свободной продаже практически не встречался) — это ещё не составляло существенного недостатка, поскольку низкая детонационная стойкость топлива не давала реализовать главное преимущество верхнеклапанной компоновки — возможность резкого увеличения степени сжатия, а следовательно, и удельной мощности двигателя. Однако во второй половине пятидесятых основным топливом для легковых автомобилей в СССР начал становиться «72-й» бензин, наряду с которым появились высокооктановые бензины А-76 и, несколько позднее, АИ-93. Несмотря на сохранение ряда преимуществ с точки зрения простоты производства и обслуживания, нижнеклапанная компоновка двигателя стала сдавать позиции: слишком уж очевидны были преимущества верхнеклапанных двигателей с высокой степенью сжатия применительно к задаче создания современного, более приемистого и быстроходного, но при этом — экономичного, легкового автомобиля.
Кроме того, начался экспорт советских автомобилей в страны Европы, где высокооктановое топливо к тому времени также имелось в широком доступе, а верхнеклапанные моторы — уже давно и крепко получили «право гражданства». Несмотря на увеличенный по сравнению с «401-й» моделью рабочий объём — 1220 см³, мощности «москвичовского» нижнеклапанного мотора в 35 л. с. не хватало для того, чтобы напрямую соревноваться с аналогичными иностранными малолитражками, современные модели которых в те годы имели до 35-40 л. с. удельной мощности двигателя на тонну полной массы — против 22,7 у М-402.
В свете всех этих фактов, ещё на этапе проектирования автомобиля была предусмотрена замена изначально устанавливавшегося на него нижнеклапанного мотора более совершенным верхнеклапанным, с более высокой литровой мощностью и обеспечивающего лучшие динамические качества. На практике данный вопрос был поднят к 1957—1958 году, после устранения основных «детских болезней» новой модели.
Освоение разработанного на МЗМА принципиально нового верхнеклапанного двигателя с полусферическими камерами сгорания и алюминиевым блоком цилиндров (проект «406») не состоялось по экономическим причинам (не было валютных фондов для закупки за рубежом необходимого станочного оборудования), поэтому в серию пошёл двигатель модели «407», который, сохранив конструкцию блока и расстояние между осями цилиндров такими же, что и у силовых агрегатов «Кадетта», М-400 и 401, получил увеличенный рабочий объём, спроектированную полностью с нуля алюминиевую головку блока с верхним расположением клапанов и другие усовершенствования, что позволило повысить мощность до 45 л. с. при рабочем объёме 1 358 см³. По общей совокупности внесённых в базовую конструкцию изменений это был по сути уже принципиально новый мотор, который при этом мог изготовляться на имевшемся станочном оборудовании.
Модернизированный автомобиль с таким двигателем получил обозначение «Москвич-407» и выпускался с января 1958 года. Первые экземпляры выпускались вперемешку с автомобилем «Москвич-402», которые впоследствии довольно быстро были сняты с производства. Помимо двигателя, он отличался также внешним оформлением — появились молдинги на боковинах (сначала только на машинах с двухцветной окраской) и надпись «Москвич» на капоте, стали короче «ромбы» на задних дверях, защищавшие металл от летящего с дороги песка (с июня 1958), и некоторыми другими деталями — педаль акселератора стала подвесной, привод стартера — электромагнитным.
С декабря (по другой информации — с 1 октября) 1959 года устанавливалась новая четырёхступенчатая коробка передач. Редуктор заднего моста модели 402 со 2-го квартала 1958 года был заменён на редуктор модели 407 (число зубьев 33 и 7, а с апреля 1959 года — 37 и 8) со спирально-коническим зацеплением. 6 декабря 1960 года с конвейера МЗМА сошёл 500-тысячный выпущенный предприятием автомобиль, он был модели «Москвич-407». С марта 1960 года кузова автомобилей «Москвич» стали подвергаться бондеризации — обработке подогретым раствором фосфорнокислых солей, в результате чего на поверхности металла образовывалась нерастворимая фосфатная плёнка. Не являясь антикоррозийной защитой, плёнка фосфатов обеспечивала улучшенную адгезию лакокрасочного покрытия и препятствовала распространению коррозии под слоем краски в случае его повреждения, в результате чего коррозионная стойкость кузова после введения бондеризации повысилась в 2-2,5 раза. С 21 декабря 1960 года также было введено покрытие нижней части кузова грунтом методом окунания, позволяющее защитить скрытые полости коробов, стоек крыши и лонжеронов, которые ранее оставались совершенно незащищёнными и без дополнительной обработки быстро разрушались коррозией. С апреля 1960 года часть автомобилей стала комплектоваться новыми шинами моделей М-57 и М-59, той же размерности 5.60-15, но с повышенной износостойкостью протектора; полный переход на них произошёл к IV кварталу того же года. В том же году появилась новая клетчатая решётка радиатора. В январе 1961 года сменилось накапотное украшение — вместо прозрачного красного флажка появилась «травмобезопасная» округлая капля. С марта 1961 года устанавливался редуктор с гипоидным зацеплением (передаточное число — 4,55:1, число зубьев — 41 и 9). В феврале 1962 года исчезли клыки на бамперах.
Несколько лет подряд более 50 % выпуска «Москвичей-407» уходило на экспорт, как в социалистические, так и в развитые капиталистические страны — Францию, Бельгию, Скандинавию, Финляндию, Англию и другие. Выпускались праворульные модификации для массового экспорта в страны с левосторонним движением. Экспортные версии отличались чаще встречавшейся двухцветной окраской и доработанным экстерьером. Именно ради наращивания экспортной программы «Москвича-407» с конвейера были сняты полноприводные модели М-410Н и М−411. Бельгийская фирма Scaldia занималась сборкой «Москвичей» из машинокомплектов и продавала их под своим брендом. В общей сложности на экспорт было поставлено 120 903 машины. Всего же до октября 1963 года выпущено 359 980 «Москвичей-407».
С декабря 1962 года стала выпускаться «переходная» модель «Москвич-403», имевшая тот же кузов, что и у «407-го», но другую подмоторную раму и изменённую конфигурацию моторного отсека, в который устанавливались агрегаты от готовившейся в тот момент к выпуску модели «Москвич-408» по мере их освоения МЗМА и заводами-смежниками. Выпуск «Москвича-407», тем не менее, продолжался до 1963 года.

## Модификации
- Москвич-407
- Mосквич-407
- Раллийный Москвич-407
- Москвич-407 купе
- Салон и панель приборов
- Москвич-423Н

### На базе «Москвича-402»
- МЗМА-423 — первый отечественный серийный автомобиль с грузопассажирским пятидверным кузовом «универсал», выпускался в 1957—1958 годах.

Изначально, до 1961 года, в его конструкции использовались та же самая боковина кузова с изогнутыми водосточными желобками, те же двери и та же задняя панель с высоким порогом багажной крышки, что и у седана. Именно такой вариант показан на иллюстрации выше. Это позволило существенно сэкономить на производственной оснастке, так как самыми сложными и дорогими её элементами являются как раз штампы для дверей и боковины с их проёмами.
Заднее сиденье складывалось, образуя грузовой отсек длиной 1473 мм и шириной 1220 мм. При сложенных задних сиденьях машина могла перевозить 250 кг груза и двух человек, включая водителя. Для запасного колеса под полом размещалась горизонтальная ниша. Задние рессоры были на 5 мм шире, чем у базовой модели «Москвич-402». Задняя пятая дверь была навешена на боковых петлях, открывалась налево, а её порог находился на высоте 760 мм от земли — чрезмерно высоко.
Также существовали проекты трёхдверных универсала и фургона, но они не пошли в серию, так как предусмотренные проектом удлинённые передние двери требовали изготовления новых штампов.
- МЗМА-410 — полноприводный седан на базе «Москвича-402», выпускался в 1957—1958 годах;

### На базе «Москвича-407»
- Почтовая марка СССР, 1960 годМЗМА-407 — модернизированная базовая модель с новым верхнеклапанным двигателем и улучшенной отделкой, выпускался в 1958—1963 годах.

Первые (1958—1960) выпуски модели можно было отличить от «Москвича-402» только по уменьшенной высоте «гребенки» над задними дверьми и надписи «Москвич» на капоте под эмблемой. В 1959 году автомобиль получил четырёхступенчатую коробку передач, в 1961 — гипоидный задний мост.
Изменения внешнего вида в соответствии с годом выпуска:
1960 — новая облицовка радиатора. Вместо двух штампованных хромированных «балок», соединявшихся в центре объёмным элементом, стали устанавливать (также хромированный) щиток с горизонтальными щелями.
Рассеиватели задних фонарей стали состоять из двух частей, выполненных из «оргстекла»: верхняя часть жёлтого цвета прикрывала верхнюю секцию с указателями поворотов, а нижняя, красного цвета — среднюю (сигнал торможения) и нижнюю (габаритное освещение). В зоне нижней секции в рассеивателе появился круглый световозвращающий элемент. Крепились рассеиватели к фонарю тремя винтами: верхний и нижний — непосредственно в отверстиях соответствующих частей; средний удерживал обе части через округлую прижимную планку.
1961, январь — металлическая «капля» на капоте (ранее — красный флажок);
1962, февраль — исчезли «клыки» с бампера.
- МЗМА-423Н — грузопассажирский универсал на базе «Москвича-407», выпускался в 1958—1963 годах.
- МЗМА-430 — грузовой вариант универсала «Москвич-423Н» с кузовом фургон, выпускался с 1958 года.

В боковинах фургона не прорубались двери и окна, за передними сиденьями появилась перегородка, отделяющая грузовой отсек. Фургон выпустили в 1958 году, когда базовой моделью уже стал «Москвич-407» с новым двигателем. У ранних «Москвичей-430», как и у универсалов «Москвич-423», водосточный желобок был изогнутым, так как боковина также была унифицирована с базовым седаном «407».
С 1961 года кузова «универсал» (М-423Н) и «фургон» (М-430) получили собственную боковину кузова с вертикальной третьей стойкой и свои задние двери с прямыми рамками стёкол и цельным водосточным желобком вдоль всей крыши.
- МЗМА-410Н — полноприводный седан на базе «Москвича-407», выпускался в 1958—1961 гг.;
- МЗМА-411 — полноприводный универсал на базе «Москвича-410Н», выпускался в 1959—1961 гг.;

В 1960 году был изготовлен в единственном экземпляре, полноприводный фургон «Москвич-431» — гибрид шасси М-410Н и кузова М-430.

### На базе «Москвича-403»
- МЗМА-403 — «переходная» модель на базе «Москвич-407» (модернизированный кузов типа «425», двигатель рабочим объёмом 1360 см³ 45 л. с.) с отдельными элементами перспективного «Москвича-408», в частности, гидроприводом сцепления, передней подвеской (с изменением подмоторной рамы), элементами рулевого управления и тормозов, — интерьера)
- МЗМА-424 — грузопассажирский универсал на базе «Москвича-403», выпускался в 1963—1965 годах;
- МЗМА-432 — грузовой вариант универсала «Москвич-424» с кузовом фургон.

Несерийные:
- МЗМА-407-купе — спортивный автомобиль для кольцевых и ипподромных гонок.

Был изготовлен в двух экземплярах в 1962 году. Имел более лёгкий и жёсткий двухдверный кузов, укороченный до двух посадочных мест салон, форсированный двигатель.

## Автоспорт
В августе 1958 года советские гонщики на «Москвичах-407» дебютировали в ралли «1000 озёр», прошедшем в Финляндии. Это были первые международные соревнования для советских автоспортсменов. По утверждению Леонида Афанасьева, проводился командный зачёт, в котором третье место заняла наша команда на этой модели. До финиша добрались все четыре машины, экипажи в личном зачёте расположились за пределами топ-15 из 48-ми финишировавших. По утверждению заводского гонщика МЗМА В. Щавелева в 1964 году при форсировке двигателя «Москвича-407» для кольцевых гонок удавалось поднять мощность с 45 до 81 л. с., что позволяло развивать на прямых скорость до 190 км/ч

## В популярной культуре
Автомобилю посвящено стихотворение советского поэта Бориса Куняева, написанное, судя по датировке, во время зарубежной командировки в Амстердам в 1956 году. Речь идёт об экспортной версии модели 402.

Снова сердце затосковало,

Снова родины слышится клич…

Отражённый в трюмо канала,

В стаде «Фордов» мелькнул «Москвич».

За стеклом силуэт шофёра,

Рта хозяйского сытый оскал…

Подмигнул огонёк светофора,

И земляк рядом с нами встал.

Словно русское небо, синий,

Юркий, маленький, словно волчок…

Как живётся тебе на чужбине,

Дорогой ты наш землячок?

Поделись по душам, без фальши,

Мы — не недруги — можем понять…

Он вздохнул и поехал дальше.

Видно, нечего рассказать.
— Борис Куняев, Амстердам, 1956 г.